# Светско првенство у хокеју на леду 1957.
Светско првенство у хокеју на леду 1957. било је 24. по реду такмичењу за наслов титуле светског првака у хокеју на леду одрганизовано под окриљем Светске хокејашке федерације (ИИХФ). Турнир се одржавао од 24. фебруара до 5. марта 1957. у Москви, главном граду тадашњег Совјетског Савеза. Био је то први пут да је Совјетски Савез организовао једно светско првенство у хокеју на леду. Уједно било је то и последње светско првенство које се играло на природном леду.
На такмичењу је учествовало свега 8 екипа, а играло се по једнокружном бод систему свако са сваким у 7 кола. Због совјетске инвазије на Мађарску у јесен 1956. чак 6 западних држава је бојкотовало учешће на првенству. Титулу светског првака, своју другу по реду, освојила је селекција Шведске, сребро је освојила селекција домаћина Совјетског Савеза, док је бронзану медаљу освојила Чехословачка.
Најефикаснији играч првенства био је нападач совјетског тима Константин Локтев са учинком од 18 поена (11 голова и 7 асистенција). На укупно одиграних 28 утакмица постигнуто је 300 голова, или у просеку 10,71 голова по утакмици. Све утакмице у просеку је посматрало око 7.989 гледалаца (укупно 223.700 гледалаца). Последња утакмица између домаћина Совјетског савеза и Шведске која је директно одлучивала о новом светском прваку, играла се на стадиону Лужњики пред око 55.000 гледалаца и тај рекорд у посети једној хокејашкој утакмици одржао се све до 2001. године.

## Учесници турнира
На првенству је учествовало свега 8 екипа. Због совјетске инвазије на Мађарску чак 6 најбољих светских репрезентација је бојкотовало ово првенство (Канада, Сједињене Државе, Западна Немачка, Италија, Швајцарска и Норвешка). Репрезентација Источне Немачке дебитовала је на светским првенствима, а Јапан се на велику сцену вратио по први пут након СП 1930. године.
| - Аустрија - Источна Немачка - Јапан - Пољска | - Совјетски Савез - Финска - Чехословачка - Шведска |

## Резултати
Турнир се играо по једнокружном бод систему у седам кола, а коначан поредак одређен је на основу укупног броја бодова.
| #  | Репрезентација  | Ут | П | Нер | И | ГД | ГП | ГР  | Бод |
| -- | --------------- | -- | - | --- | - | -- | -- | --- | --- |
| 1. | Шведска         | 7  | 6 | 1   | 0 | 62 | 11 | +51 | 13  |
| 2. | Совјетски Савез | 7  | 5 | 2   | 0 | 77 | 9  | +68 | 12  |
| 3. | Чехословачка    | 7  | 5 | 1   | 1 | 66 | 9  | +57 | 11  |
| 4. | Финска          | 7  | 4 | 0   | 3 | 28 | 33 | -5  | 8   |
| 5. | Источна Немачка | 7  | 3 | 0   | 4 | 23 | 48 | -25 | 6   |
| 6. | Пољска          | 7  | 2 | 0   | 5 | 25 | 45 | -20 | 4   |
| 7. | Аустрија        | 7  | 0 | 1   | 6 | 8  | 61 | -53 | 1   |
| 8. | Јапан           | 7  | 0 | 1   | 6 | 11 | 84 | -73 | 1   |

| 24. фебруар 1957. | Москва | Финска          | 5 : 3  | Пољска          |  | (2:1, 1:1, 2:1)  |
| 24. фебруар 1957. | Москва | Чехословачка    | 9 : 0  | Аустрија        |  | (4:0, 2:0, 3:0)  |
| 24. фебруар 1957. | Москва | Шведска         | 11 : 1 | Источна Немачка |  | (5:0, 5:0, 1:1)  |
| 24. фебруар 1957. | Москва | Совјетски Савез | 16 : 0 | Јапан           |  | (4:0, 6:0, 6:0)  |
|                   |        |                 |        |                 |  |                  |
| 25. фебруар 1957. | Москва | Чехословачка    | 15 : 1 | Источна Немачка |  | (6:1, 5:0, 4:0)  |
| 25. фебруар 1957. | Москва | Шведска         | 8 : 3  | Пољска          |  | (1:1, 3:0, 4:2)  |
| 25. фебруар 1957. | Москва | Совјетски Савез | 11 : 1 | Финска          |  | (4:0, 4:0, 3:1)  |
| 26. фебруар 1957. | Москва | Аустрија        | 3 : 3  | Јапан           |  | (2:0, 0:3, 1:0)  |
|                   |        |                 |        |                 |  |                  |
| 27. фебруар 1957. | Москва | Пољска          | 8 : 3  | Јапан           |  | (3:0, 2:1, 3:2)  |
| 27. фебруар 1957. | Москва | Финска          | 5 : 3  | Источна Немачка |  | (3:1, 1:1, 1:1)  |
| 27. фебруар 1957. | Москва | Совјетски Савез | 22 : 1 | Аустрија        |  | (9:0, 10:0, 3:1) |
| 27. фебруар 1957. | Москва | Шведска         | 2 : 0  | Чехословачка    |  | (0:0, 1:0, 1:0)  |
|                   |        |                 |        |                 |  |                  |
| 28. фебруар 1957. | Москва | Чехословачка    | 3 : 0  | Финска          |  | (0:0, 1:0, 2:0)  |
| 28. фебруар 1957. | Москва | Совјетски Савез | 10 : 1 | Пољска          |  | (1:0, 4:1, 5:0)  |
| 1. март 1957.     | Москва | Источна Немачка | 9 : 2  | Јапан           |  | (3:0, 2:1, 4:1)  |
| 1. март 1957.     | Москва | Шведска         | 10 : 0 | Аустрија        |  | (3:0, 2:0, 5:0)  |
|                   |        |                 |        |                 |  |                  |
| 2. март 1957.     | Москва | Финска          | 9 : 2  | Аустрија        |  | (4:2, 4:0, 1:0)  |
| 2. март 1957.     | Москва | Источна Немачка | 6 : 2  | Пољска          |  | (2:1, 3:0, 1:1)  |
| 2. март 1957.     | Москва | Шведска         | 18 : 0 | Јапан           |  | (5:0, 10:0, 3:0) |
| 2. март 1957.     | Москва | Совјетски Савез | 2 : 2  | Чехословачка    |  | (0:0, 1:1, 1:1)  |
|                   |        |                 |        |                 |  |                  |
| 3. март 1957.     | Москва | Пољска          | 5 : 1  | Аустрија        |  | (3:0, 1:1, 1:0)  |
| 4. март 1957.     | Москва | Чехословачка    | 25 : 1 | Јапан           |  | (11:0, 7:0, 7:1) |
| 4. март 1957.     | Москва | Шведска         | 9 : 3  | Финска          |  | (2:1, 3:1, 4:1)  |
| 4. март 1957.     | Москва | Совјетски Савез | 12 : 0 | Источна Немачка |  | (1:0, 5:0, 6:0)  |
|                   |        |                 |        |                 |  |                  |
| 5. март 1957.     | Москва | Источна Немачка | 3 : 1  | Аустрија        |  | (0:1, 1:0, 2:0)  |
| 5. март 1957.     | Москва | Финска          | 5 : 2  | Јапан           |  | (0:1, 3:1, 2:0)  |
| 5. март 1957.     | Москва | Чехословачка    | 12 : 3 | Пољска          |  | (3:1, 6:1, 3:1)  |
| 5. март 1957.     | Москва | Совјетски Савез | 4 : 4  | Шведска         |  | (0:2, 4:0, 0:2)  |

## Појединачна признања
- Одлуком директората турнира за најбоље појединце проглашени су:
  - Најбољи голман:  Карел Страка
  - Најбољи одбрамбени играча:  Николај Сологубов
  - Најбољи нападач:  Свен Тумба

## Титуле
| Победник Светског првенства 1957. |
| Шведска 2. титула                 |

| Победник Европског првенства 1957. |
| Шведска 8. титула                  |